# Verdrag van Moskou (1921)

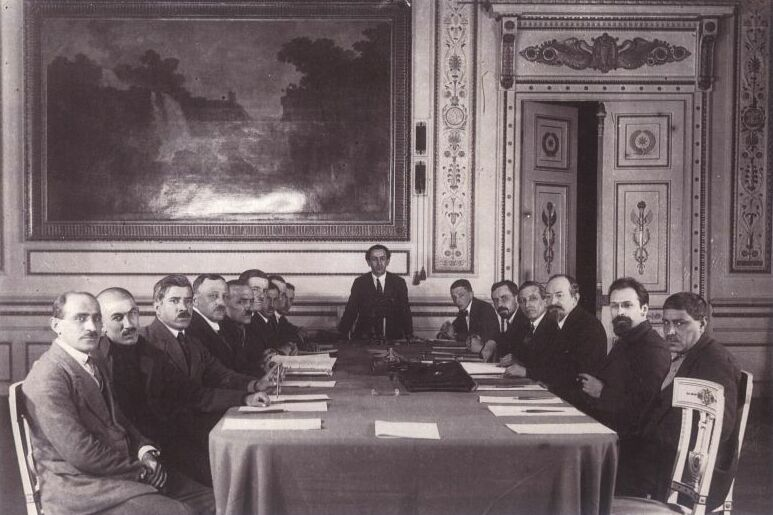
Bespreking over het verdrag

Het Verdrag van Moskou of het Verdrag van Broederschap was een vriendschapsverdrag dat op 16 maart 1921 gesloten werd tussen de Grote Nationale Assemblee van Turkije en Bolsjewistisch Rusland. Het verdrag werd getekend door Vladimir Lenin en Mustafa Kemal Ataturk. Het Verdrag van Moskou bepaalde onder meer de grenslijn tussen de nieuwe Republiek Turkije en de Sovjet-Unie. Het verdrag was gebaseerd op het Verdrag van Brest-Litovsk, dat in maart 1918 met het Ottomaanse Rijk gesloten was. Indertijd was de Sovjet-Unie, noch de Republiek Turkije, al gesticht. Het Verdrag van Moskou werd verder uitgebreid met het Verdrag van Kars op 23 oktober 1921.